# بيتر روست (رجل أعمال)
بيتر روست (بالسويدية: Peter Rost)‏ هو شخصية أعمال سويدي، ولد في 1959 في غوتنبرغ في السويد.